# Maria Podbielkowska

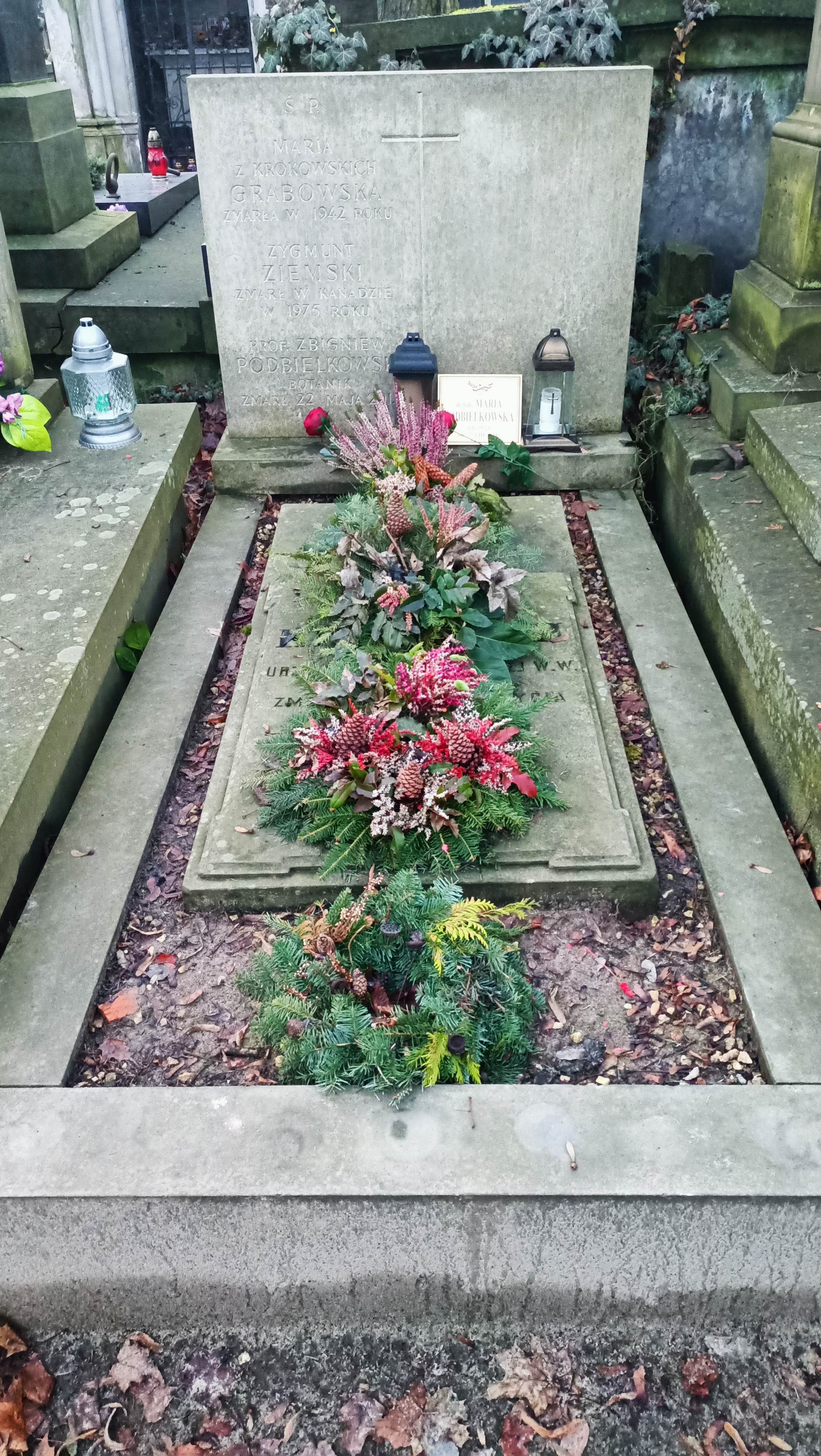
Grób Marii i Zbigniewa Podbielkowskich na Cmentarzu Powązkowskim

Maria Podbielkowska (ur. 1934, zm. 27 sierpnia 2024) – polska botaniczka, dr hab., autorka podręczników.

## Życiorys
Była członkiem Oddziału Warszawskiego Polskiego Towarzystwa Botanicznego. Zatrudniona w Instytucie Biologii Eksperymentalnej Roślin na Wydziale Biologii Uniwersytetu Warszawskiego.
Była żoną Zbigniewa Podbielkowskiego.